# 大阪市立桃陽小学校
大阪市立桃陽小学校（おおさかしりつ とうようしょうがっこう）は、大阪府大阪市天王寺区堂ヶ芝1丁目にある公立小学校。

## 沿革

### 略歴
天王寺区中部、大阪上本町駅の南東・鶴橋駅の南西・桃谷駅の北西の一帯を校区としている。天王寺第五（現在の五条小学校）、天王寺第六（のちの桃丘小学校、廃校）の2校の校区を再編して開校した。
かつて桃畑が一帯に広がっていたことで地域は「桃山」と呼ばれていたことから、「桃」の字をとって校名としている。校名制定の際に「桃山小学校」の名称も検討されたが、地域内の近隣校とのかねあいで「桃陽」の名称が採用された。
一時期、校区内の大阪市立桃山市民病院（大阪市立総合医療センターに統合し廃院）および大阪赤十字病院に院内学級を設置していたこともあったが、その後廃止されている。

### 年表
- 1923年2月 - 大阪市天王寺第八尋常小学校として開校。
- 1939年4月 - 大阪市桃陽尋常小学校に改称。
- 1941年4月1日 - 国民学校令により、大阪市桃陽国民学校に改称。
- 1944年10月 - 中河内郡大戸村・孔舎衙村（現在の東大阪市）に集団疎開。
- 1947年4月1日 - 学制改革により、大阪市立桃陽小学校に改称。
- 1987年 - 大阪市教育委員会から、社会科の研究校に指定される。（1988年度までの2年間）
- 1991年 - 大阪市教育委員会から、音楽科の研究校に指定される。
- 1996年 - 大阪市教育委員会から、理科の研究校に指定される。
- 2017年11月17日 - 第59回近畿音楽教育研究大会・大阪大会において「カンターレ・あかんたーれ（作詞：響敏也 作曲：宮川彬良）」を初演[1]。

## 通学区域
- 大阪市天王寺区 細工谷、堂ヶ芝、東上町、筆ヶ崎町。

卒業生は大阪市立夕陽丘中学校に進学する。

## 出身者
- 森村泰昌 - 現代芸術家。

## 交通
- 大阪環状線 桃谷駅 北へ約350m。
- 大阪環状線、近鉄大阪線・奈良線 鶴橋駅 南へ約450m。
- 地下鉄千日前線 鶴橋駅 南へ約600m。